# Sacramento Kings 1993-1994
La stagione 1993-94 dei Sacramento Kings fu la 45ª nella NBA per la franchigia.
I Sacramento Kings arrivarono sesti nella Pacific Division della Western Conference con un record di 28-54, non qualificandosi per i play-off.

## Roster
| N° | Naz.                   | Ruolo | Sportivo         | Anno | Alt. | Peso |
| -- | ---------------------- | ----- | ---------------- | ---- | ---- | ---- |
| 0  | Haiti (bandiera)       | C     | Olden Polynice   | 1964 | 211  | 100  |
| 2  | Stati Uniti (bandiera) | G     | Mitch Richmond   | 1965 | 196  | 98   |
| 3  | Stati Uniti (bandiera) | G     | Randy Brown      | 1968 | 188  | 86   |
| 4  | Stati Uniti (bandiera) | G     | Spud Webb        | 1966 | 168  | 60   |
| 7  | Stati Uniti (bandiera) | G     | Bobby Hurley     | 1971 | 183  | 75   |
| 20 | Stati Uniti (bandiera) | A     | Andre Spencer    | 1964 | 198  | 95   |
| 21 | Stati Uniti (bandiera) | A     | Trevor Wilson    | 1968 | 201  | 95   |
| 22 | Stati Uniti (bandiera) | A     | Lionel Simmons   | 1968 | 201  | 95   |
| 23 | Stati Uniti (bandiera) | AC    | Wayman Tisdale   | 1964 | 206  | 109  |
| 31 | Stati Uniti (bandiera) | C     | Duane Causwell   | 1968 | 213  | 109  |
| 32 | Stati Uniti (bandiera) | AC    | Pete Chilcutt    | 1968 | 208  | 104  |
| 33 | Stati Uniti (bandiera) | G     | Jim Les          | 1963 | 180  | 75   |
| 34 | Stati Uniti (bandiera) | G     | LaBradford Smith | 1969 | 191  | 91   |
| 42 | Stati Uniti (bandiera) | GA    | Walt Williams    | 1970 | 203  | 99   |
| 45 | Stati Uniti (bandiera) | C     | Randy Breuer     | 1960 | 221  | 104  |
| 53 | Stati Uniti (bandiera) | A     | Evers Burns      | 1971 | 203  | 118  |
| 54 | Stati Uniti (bandiera) | C     | Mike Peplowski   | 1970 | 208  | 122  |

## Staff tecnico
- Allenatore: Garry St. Jean
- Vice-allenatori: Mike Schuler, Mike Bratz, Eddie Jordan
- Preparatore atletico: Bill Jones
- Assistente preparatore: Pete Youngman